# البهائية في المجر
بدأت البهائية في المجر من خلال الإشارة إلى الدين في القرن التاسع عشر، تلاها زيارة عبد البهاء إلى المجر في عام 1913، عندما انضم أول بهائي مجري إلى الدين. عانت الجالية البهائية من تأثيرات الحرب العالمية الثانية والحكم الشيوعي حتى الثمانينات. تم انتخاب الجمعية الوطنية في عام 1992، وفي عام 2002، ادعت المصادر البهائية أن المجر تحتوي على ما بين 1100 و1200 بهائي، العديد منهم من الروما. في عام 2010، قدرت جمعية بيانات الدين الدينية عدد البهائيين في المجر بحوالي 290 بهائيًا.

## الأيام الأولى

### قبل الحرب العالمية الأولى
ربما كانت أول إشارة إلى الديانة في المجر هي التغطية الصحفية للأحداث في ديانة البابية في عام 1852.
استكشف آرمينيوس (آرمين) فامبيري في كتابه "رحلاتي وتجاربي في بلاد فارس" (بالمجرية: Meine Wanderungen und Erlebnisse in Persien)، الذي نُشر في عام 1867، بلاد فارس متخفيًا وتحدث عن الباب وأتباعه الذين يرتبطون ببداية الديانة البهائية.
من حوالي عام 1869 كانت المجر جزءًا من الإمبراطورية النمساوية المجرية. في عام 1872، وجه بهاء الله، مؤسس الديانة، رسالة إلى فرانس جوزيف الأول إمبراطور النمسا والمجر مشيرًا إلى زيارة الأخير للقدس بينما كان في عكا وتنبأ بسقوطه في الكتاب الأقدس.
في عام 1912، ألقى التوسوفي محاضرة عامة حول الديانة ودعا هذا الشخص نفسه عبد البهاء إلى المجر، وكان على دراية برحلاته في الغرب. في أوائل أبريل 1913، زار عبد البهاء، الذي كان رأس الديانة بعد وفاة والده، المجر. تتضمن حسابات تلك الفترة يوميات تم تدوينها في ذلك الوقت، مقابلات مع شهود عيان بعد سنوات، وقصص صحفية. وصل عبد البهاء بعد ظهر يوم 9 أبريل، وفي نفس اليوم ألقى أول محاضرة له التي تناولت موضوعات السلام العام، واندماج العلم والدين، والمساواة بين الجنسين والأعراق، وحق النساء في التصويت، والقانون الدولي، واللغة المساعدة. في بودابست، التقى عبد البهاء مع عدد من القادة المجريين، بما في ذلك عرب وأتراك: جيولا غيرمانوس (9 أبريل)، القس ألكسندر جيسوين (11 أبريل)، آرمينيوس فامبيري(12 و14 أبريل) (الذي كتب بإعجاب كبير عن عبد البهاء)، إغناط غولدزيهر (9 و11 و14 أبريل)، الكونت ألبرت أبونيي، وروبرت نادلر (10 و12 أبريل). من بين الاجتماعات كان هناك لحظة استثنائية عندما كان القس الكاثوليكي العالي - القس ألكسندر جيسوين - وأستاذ يهودي مشهور - إغناط غولدزيهر - وعبد البهاء جميعهم على المسرح ممسكين بأيدهم في اجتماع عام حضره من 500 إلى 1000 شخص. كما تلقى العديد من هؤلاء الأفراد رسالة بعد أن عاد عبد البهاء إلى مصر. تحدث عبد البهاء في اجتماعات عامة وخاصة مع جمعيات ومنظمات مثل جمعية السلام، والتوسوفيين، والإسبيرانتيين، وكذلك الجمعيات التركية. خلال هذه الرحلة، قام أيضًا بمراسلة بهائيين في أماكن أخرى وكتب لوحًا ملحوظًا إلى أمريكا يشير إلى أن الزواج الأحادي هو الأفضل ليكون عادلًا. كما طلب روبرت نادلر من عبد البهاء أن يجلس لعمل صورة، والتي تم بيعها للبهائيين في عام 1972 وهي الآن في المركز البهائي العالمي. في بودابست، كشف عبد البهاء عن صلاتين كان من المفترض أن يغادر عبد البهاء إلى فيينا في 15 أبريل، ولكن بسبب إصابته بنزلة برد لم يسافر إلى فيينا إلا في 19 أبريل.

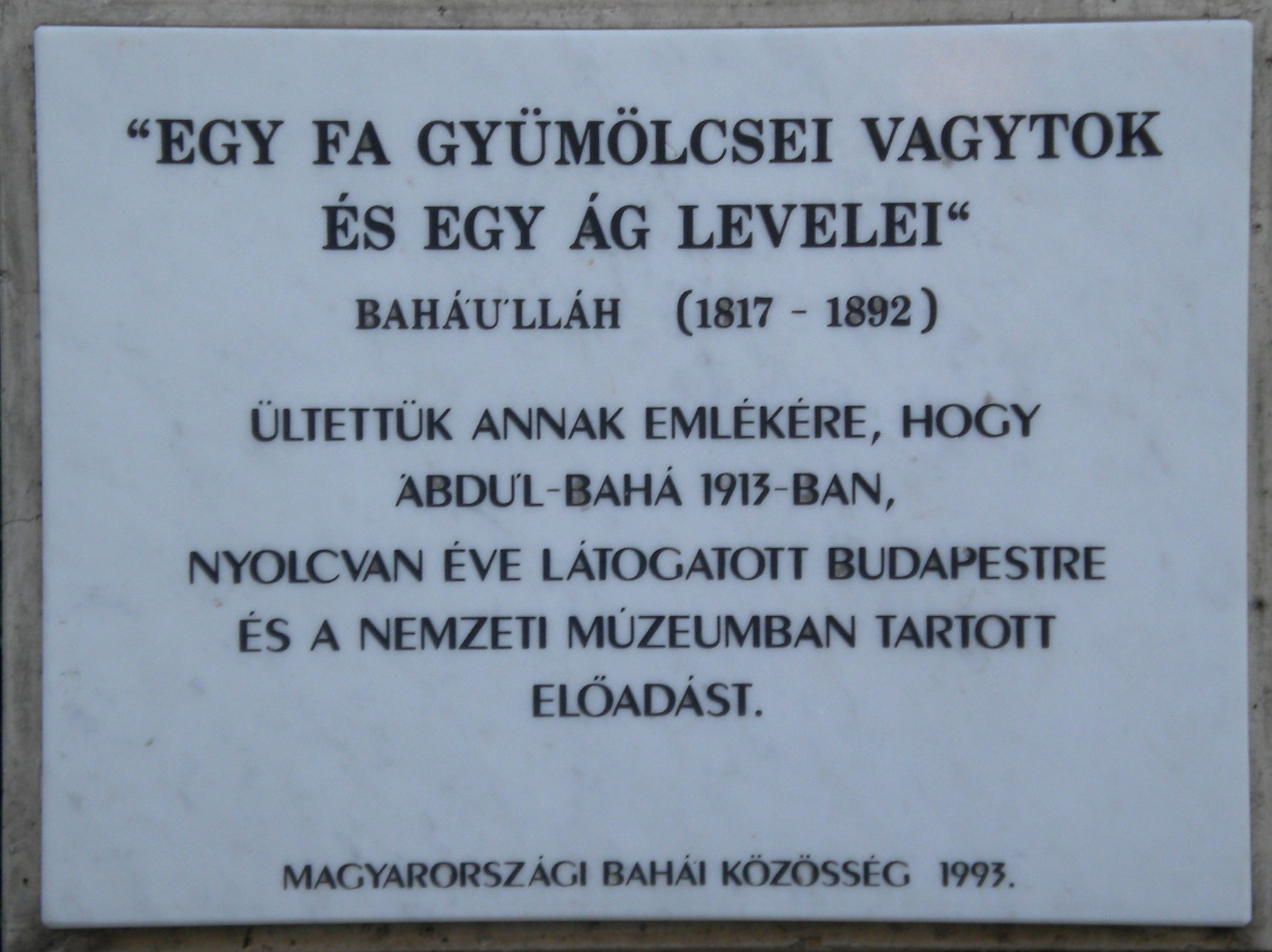
لوحة في حديقة المتحف الوطني، تخليدًا لزيارة عبد البهاء لبودابست قبل 80 عامًا

وفقًا للتقارير في ذلك الوقت، انضم العشرات من الناس إلى الدين خلال إقامته. من بينهم كان آرمينيوس فامبيري على الرغم من أنه توفي في وقت لاحق من نفس العام. ومع ذلك، هناك سجل قليل لهذا المجموعة من الأشخاص بخلاف استمرار فامبيري في ارتباطه بالدين.
ذكر إغناط غولدزيهر لاحقًا الدين في مقال عن الإسلام في عام 1913, وقرأ تقارير الصحف الغربية عن الدين لكنه لم يستمر في الاهتمام به لأنه كان يعتبر نفسه منتسبًا للإسلام واليهودية.

في وقت لاحق، كتب عبد البهاء سلسلة من الرسائل، أو الألواح، إلى أتباع الدين في الولايات المتحدة في الفترة 1916–1917 يقترح فيها على البهائيين نشر الدين في العديد من البلدان، بما في ذلك هذه البلدان. تم جمع هذه الرسائل في كتاب بعنوان ألواح الخطة الإلهية، لكن نشره تأخر بسبب الحرب العالمية الأولى وجائحة الإنفلونزا الإسبانية. تم ترجمته ونشره في مجلة نجمة الغرب في 12 ديسمبر 1919. تقول إحدى الألواح جزئيًا:
"باختصار، لقد أشعلت هذه الحرب العالمية مثل هذه النيران في القلوب التي لا يمكن للكلمات أن تصفها. في جميع البلدان، أصبح شوق الناس للسلام العام يستولي على وعيهم. لا يوجد شخص واحد لا يتوق للاتفاق والسلام. حالة رائعة من الاستعداد تتحقق… لذلك، يا مؤمني الله! بذلوا جهدكم وبعد هذه الحرب، انشروا ملخص التعاليم الإلهية في الجزر البريطانية، فرنسا، ألمانيا، النمسا-المجر، روسيا، إيطاليا، إسبانيا، بلجيكا، سويسرا، النرويج، السويد، الدنمارك، هولندا، البرتغال، رومانيا، صربيا، الجبل الأسود، بلغاريا، اليونان، أندورا، ليختنشتاين، لوكسمبورغ، موناكو، سان مارينو، جزر البليار، كورسيكا، سردينيا، صقلية، كريت، مالطا، آيسلندا، جزر فارو، جزر شيتلاند، جزر هيبريدس وجزر أوركني."

### بعد الحرب العالمية الأولى
كان حفيد آرمينيوس فامبيري، جورج فامبيري، في العشرين من عمره عندما زارت يد أمر الله مارثا رووت بودابست في عام 1926، وكان مهتمًا جدًا بدراسة حياة طاهرة. في عام 1927، سافرت زوجة لويس جورج غريغوري، لويس، عبر أوروبا بما في ذلك بودابست. وفقًا لـشوقي أفندي، الذي كان رئيسًا للديانة حينذاك، تم الإبلاغ عن حادثة في إزمير، تركيا في عام 1928 تتعلق بالبهائيين في الصحف المجرية.
سافر العديد من البهائيين إلى المجر منذ ثلاثينيات القرن العشرين (محاضرين جنبًا إلى جنب مع البروفيسور ر. فامبيري حول نظرة البهائيين للسلام في عام 1932) ومنذ ذلك الحين.

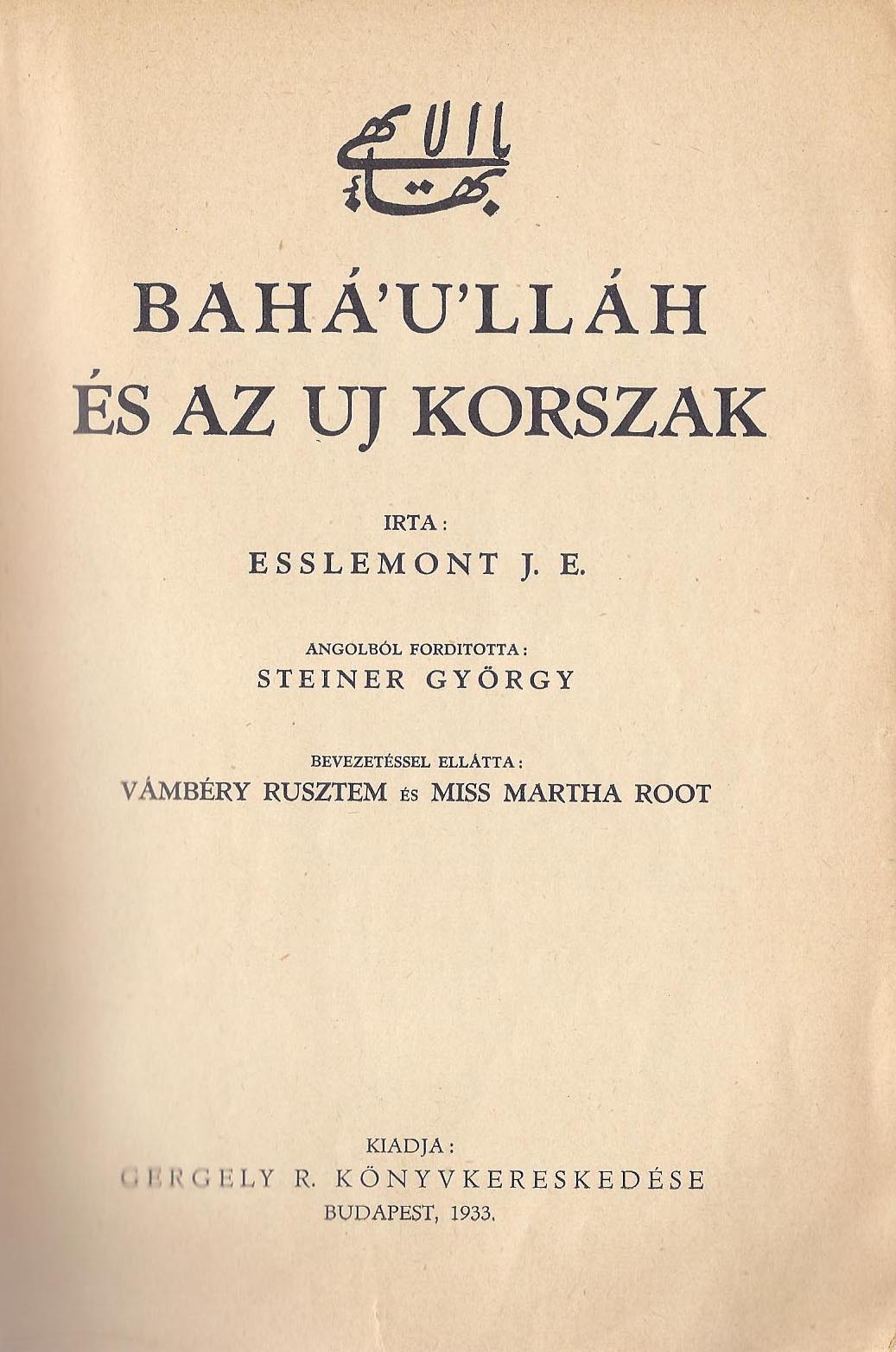
الصفحة الداخلية الأولى من أول كتاب بهائي باللغة المجرية: إيسليمونت ج. إي.: بهاء الله والعصر الجديد (1933)

في عام 1932، تم ملاحظة اثنين من البهائيين في المجر يشيران إلى أنهما يقومان بترجمة المواد إلى اللغة المجرية - نيكولاس إرديلي وجورج شتاينر، وكلاهما من جوير. في عام 1933، تم نشر أول كتاب بهائي باللغة المجرية. ترجمه جورج شتاينر، وهو متحدث بالإسبيرانتو، كتاب إيسليمونت "بهاء الله والعصر الجديد". وقد كتب مقدمته روسزتيم فامبيري (ابن آرمينيوس فامبيري) والسيدة مارثا رووت.
تم انتخاب الجمعية الروحية المحلية في عام 1939 في المجر على الرغم من زيادة المراقبة من قبل الشرطة الوطنية. في عام 1940، تم إدراج بيترشام سيريدي على أنه قد نشر كتابين يتعلقان بالديانة في المجر. ومع ذلك، خلال الحرب العالمية الثانية، كان البهائيون من بين أولئك الذين تم إرسالهم إلى معسكرات الاعتقال. حيث أن العديد من معتنيقيها الأوائل كانوا من خلفية يهودية. في عام 1946، تم إدراج بهائيين اثنين بعنوان عناوين بريدية في بودابست - جيني كوملوس وفيلما كيرالينو. بحلول فبراير 1947، تم تلقي رسالة في الولايات المتحدة تشير إلى أن بهائيي بودابست قد عانوا من تدمير المنازل وكانوا بحاجة إلى الملابس والأحذية والطعام مع بعض التحسن في الظروف بحلول أغسطس. بعد الحرب، تم إعادة انتخاب الجمعية في عام 1948 قبل الاحتلال السوفيتي لالمجر في عام 1949، وتم حل المنظمة لاحقًا من قبل الشرطة.
في مواجهة التورة المجرية عام 1956، نصح شوقي أفندي البهائيين بالبقاء في بودابست على الرغم من أن العديد منهم غادر. بحلول عام 1963، كان هناك مجموعة أصغر من البهائيين، فشلوا في انتخاب جمعية. انظر الشيوعية بالجولاش للحصول على معلومات حول هذه الفترة.
قبل الثمانينات، لم يكن هناك أكثر من عشرة بهائيين في المجر في أي وقت، ومن 1937 إلى 1988، لم تكن هناك تغطية صحفية عن الديانة. في حوالي عام 1965، أصبحت إيتيلكا (إيتا) ساس من بودابست بهائية بعد زيارة مؤتمر إسبيرانتو في فيينا. ومع ذلك، في الثمانينات، من المعروف أن البهائيين قد سافروا إلى المجر. حضر على الأقل بهائي مجري واحد مدرسة شتوية في النمسا في ديسمبر 1985. في عام 1986 تم تقديم وعد السلام العالمي إلى الحكومة المجرية. في عام 1987، جالت يد أمر اللهروحية خانم البلاد للتحقيق في نمو الدين، وهو ما تبعه جولة جديدة من القصص الصحفية وافتتاح مركز معلومات في عام 1989. في يناير 1990، كان بإمكان مجموعة غنائية بهائية، "إل فيينتو كانتا"، السفر إلى المجر والالتقاء بالبهائيين في منازل مختلفة، وتم إجراء مقابلات معهم على التلفزيون، وأداء حفلات موسيقية للسفراء وطلاب المدارس الثانوية. في صيف 1992، قدمت فرقة موسيقية "لايت إن ذا داركنس" من إيطاليا حفلات موسيقية في مدن مختلفة عبر البلاد، مما أدى إلى عدة مقالات وبث على التلفزيون. وعادت الفرقة إلى المجر في 1993 و1995.
تمت إعادة انتخاب الجمعية المحلية في بودابست في أوائل عام 1990. لاحقًا في عام 1990، قام السفير المجري في الهند بزيارة رسمية إلى معبد اللوتس. كان هناك حوالي 70 بهائيًا في ذلك الوقت.
حضر يد أمر الله علي أكبر فروتن المؤتمر الوطني التأسيسي لانتخاب الجمعية الروحية الوطنية لالمجر في عام 1992.
صوتت الحكومة المجرية لصالح قرار الأمم المتحدة الذي عبر عن القلق بشأن مجموعة واسعة من انتهاكات حقوق الإنسان في إيران في قرار تم اعتماده بعد فشل مفاوضات اللحظة الأخيرة لتحقيق الإجماع.

## المجتمع الحديث
منذ بداية الديانة البهائية، حث مؤسسها بهاء الله المؤمنين على المشاركة في التنمية الاجتماعية والاقتصادية، مما دفع الأفراد ليصبحوا نشطين في مشاريع متنوعة. وفي المجر، توجد بعض الأمثلة:
- مشروع ميسيد بدأ في عام 2003 وشارك فيه حوالي 40 شخصًا في 2006 بهدف تعليم القراءة والكتابة للنساء من الروما ذوات الوضع الاجتماعي المتدني.[44] في عام 2006، كان المشروع يعمل في ثماني مدن وبلدات، وتم الإبلاغ عنه كتميز في استخدامه لسرد القصص في تعليم القراءة والكتابة. كلمة "ميسيد" هي اختصار لـ "ميسيلوي إيديسانياك"، والتي تعني "الأمهات الحكايات"؛ والاختصار نفسه يعني "حكايتك". في عام 2003، تم اختيار مشروع ميسيد كأحد خمسة مشاريع تم تقديمها في البرلمان الأوروبي ضمن عروض عقد اليونسكو لثقافة السلام واللاعنف من أجل أطفال العالم، وقد جذب المشروع أيضًا انتباه المسؤولين المحليين من الحكومة.
- أصوات بهاء، جوقة بهائية دولية متنقلة، غنت مع أوركسترا بودابست السمفونية في 2003 في مركز مؤتمرات بودابست.[45] ذهب جزء كبير من عائدات بيع التذاكر إلى مشروع تنموي للنساء الروما في المجر.
- شاركت المغنية المجرية نوييمي كيس في مشروع الترانيم البهائي، الذي يهدف إلى زراعة الحماس للترانيم الجماعية (المجموعة). قامت المجموعة بتسجيل أدائها ليوم الصلاة العالمي في سبتمبر 2009.[46]

### القرن الواحد والعشرون
في عام 2001، تم افتتاح حدائق بهاء الله المدرجة بحضور السفير المجري.
تجاوز النظام الإداري للبهائيين مقره الإداري القديم المستأجر، حيث افتتحت الجالية البهائية في المجر مركزها الوطني الجديد في 27 نوفمبر 2002 بحفل استقبال حضره عدد من الشخصيات المدنية والدينية.
يلعب المجريون دورًا نشطًا في حماية حقوق الإنسان في إيران. يتذكر أوتو فون هابسبورغ في مقابلة أنه كان من الجدير رفع صوته في البرلمان الأوروبي من أجل حقوق الإنسان للبهائيين في إيران. كانت هناك خطبتان في البرلمان المجري حول معاملة البهائيين في إيران (النائبة إيرزِبِت جيبِرلي في 12 أكتوبر 2009 والنائبة أغنيس أوستولايكان في 19 أكتوبر 2010). في حملة لإظهار الدعم لضحايا انتهاكات حقوق الإنسان في إيران، نشر شخصيات مجرية معروفة رسائل فيديو بما في ذلك كينغا غونكز، عضو البرلمان الأوروبي ووزيرة الخارجية السابقة في المجر ومارتا سيبستيان، فنانة اليونسكو للسلام.

### التركيبة السكانية
ينتشر البهائيون في حوالي 65 منطقة في المجر.[بحاجة لمصدر غير أولي]
وفقًا لقانون الدين لعام 2011، طلبت 82 مجموعة دينية، بما في ذلك البهائيون، أن تُعترف بها رسميًا من قبل البرلمان. في فبراير 2012 تم تسجيل البهائيين من بين الآخرين، رغم أنه تم استبعاد بعضهم.